# Toxiclionella impages
Toxiclionella impages é uma espécie de gastrópode do gênero Toxiclionella, pertencente a família Clavatulidae.